# Köpings landsfiskalsdistrikt
Köpings landsfiskalsdistrikt var 1918–1941 ett landsfiskalsdistrikt i Västmanlands län, bildat när Sveriges indelning i landsfiskalsdistrikt trädde i kraft den 1 januari 1918, enligt beslut den 7 september 1917. Landsfiskalsdistriktet avskaffades den 1 oktober 1941 (genom kungörelsen 28 juni 1941) när Sverige fick en ny indelning av landsfiskalsdistrikt. Dess ingående områden överfördes då till det nybildade Hedströmmens landsfiskalsdistrikt.
Landsfiskalsdistriktet låg under länsstyrelsen i Västmanlands län.

## Ingående områden
Den 1 januari 1939 sammanslogs Bro landskommun med Malma landskommun för att bilda Bro och Malma landskommun.

### Från 1918
Åkerbo härad:
- Bro landskommun
- Himmeta landskommun
- Malma landskommun
- Odensvi landskommun
- Västra Skedvi landskommun

### Från 1939
Åkerbo härad:
- Bro och Malma landskommun
- Himmeta landskommun
- Odensvi landskommun
- Västra Skedvi landskommun